# Sinagoga de Gotemburgo
La Sinagoga de Gotemburgo (en sueco: Göteborgs synagoga) es un edificio religioso de la comunidad judía sueca localizado en Stora Nygatan, cerca Drottningtorget, en la ciudad de Gotemburgo, en Suecia, fue inaugurada el 12 de octubre de 1855 según los planos del arquitecto alemán August Krüger. La sinagoga tiene capacidad para 300 personas. A finales de 1700 una casa de madera servía como lugar de reunión judío en otro sector, pero se quemó en 1802. Otra estructura establecida en 1808 fue demolida a mediados del siglo XIX. El 26 de septiembre de 2005 miembros de la familia real asistieron a la conmemoración de los 150 años de la sinagoga.